# AMF
AMF (o A.M.F.) fou una marca catalana de ciclomotors, tricicles i motocarros, fabricats artesanalment a Barcelona entre 1951 i 1955. Els ciclomotors AMF duien motor Iresa i Cucciolo, mentre que els tricicles i motocarros en duien dels fabricants Hispano Villiers, OSSA i Pons.